# Sol Star
Solomon Star, detto Sol (Baviera, 20 dicembre 1840 – Deadwood, 10 ottobre 1917), è stato un politico, imprenditore e commerciante statunitense.

## Gioventù
Sol Star nacque in Baviera da Marcus e Minnie Friedlander Star, entrambi ebrei.

Durante la prima grande emigrazione ebraica in America, a soli 10 anni, Sol fu mandato in Ohio a vivere con lo zio, un commerciante di tessuti e abbigliamento di nome Joseph Friedlander. Sol iniziò subito ad aiutare lo zio con la propria attività e nel frattempo frequentò le lezioni alla scuola pubblica, fino all'età di 17 anni. Nonostante fosse un brillante giovane uomo, nel 1857 decise di dedicarsi unicamente alla professione di commesso, abbandonando quindi gli studi e altre possibili prospettive.

Quando i disagi causati dalla Guerra di secessione americana raggiunsero l'Ohio, Sol si trasferì ad ovest, nel Missouri, dove continuò a lavorare nel settore del commercio al dettaglio.

Nel 1865 decise di spostarsi nuovamente, questa volta in Montana, a Virginia City, dove finalmente aprì un negozio di sua proprietà.

Sol, incarnando ogni virtù richiesta agli uomini rispettabili dell'epoca, si fece rapidamente strada nella società cittadina.

Questa è la descrizione di Sol Star che il The Great Northwest and Its Men of Progress pubblicò nel 1901.

## Helena
Nel 1872 il presidente Ulysses Simpson Grant, colpito dall'arguta personalità e dall'intraprendenza di Star, lo nominò curatore del catasto della città di Helena (Montana).

Ancora una volta, Sol cambiò città e ad Helena conobbe quello che poi diventò il suo più grande e inseparabile amico e socio d'affari, Seth Bullock.

Anche Bullock faceva parte dei membri dirigenti della società cittadina e, oltre all'interesse politico, Sol installò nel compagno quella stoffa imprenditoriale che in seguito li caratterizzò e li contraddistinse. Senza tralasciare i rispettivi impegni, quindi, i due avviarono insieme una redditizia attività commerciale di attrezzatura da lavoro e ferramenta.

Tra il 1873 e il 1875, mentre Seth veniva eletto vicesceriffo e poi sceriffo, Sol fu nominato revisore dei conti e segretario personale del governatore. La sua carriera era in rapida ascesa.

## Deadwood
Quando, durante gli stessi anni, nello stato del Dakota del Sud fu scoperto l'oro e il settore minerario subì una brusca impennata, Sol e Seth intravidero una reale possibilità di incrementare i profitti, così decisero di trasferirsi a Deadwood (1876).

Essendo una città di recente fondazione dove la legge americana non era ancora arrivata, in un primo momento aprirono una bottega temporanea in una tenda sulla strada principale. Visto il grande successo riscontrato in poco tempo e l'iniziale apertura di Deadwood verso il vivere civile, solo un anno dopo, Sol Star e Seth Bullock inaugurarono un grande emporio di ferramenta all'angolo di Wall e Main Street.

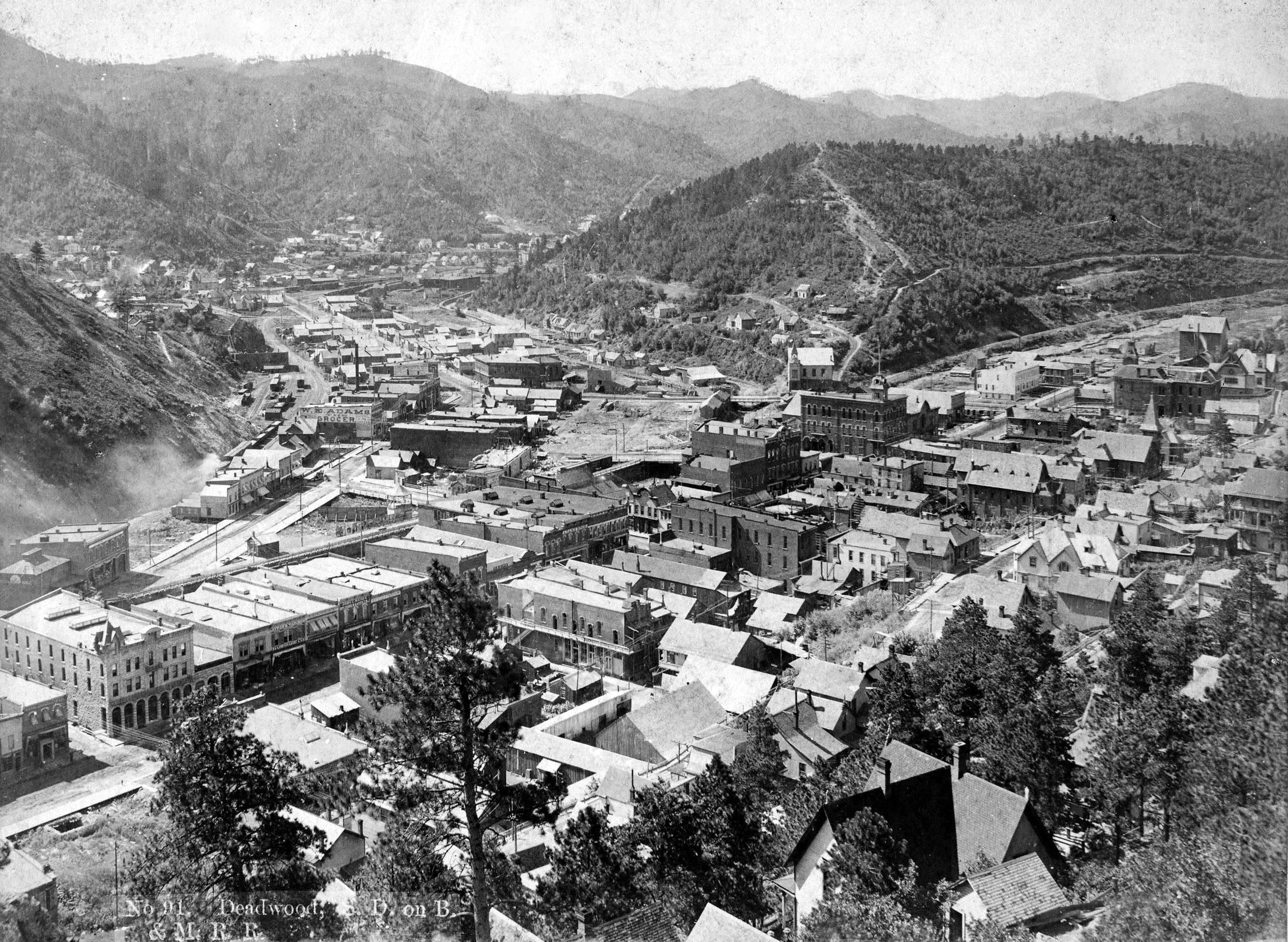
Deadwood 1890

I due amici, conosciuti per le proprie virtù ma anche per il proprio passato, furono inoltre inevitabilmente coinvolti nella vita politica della città, e mentre Seth diventava sceriffo, Sol veniva nominato direttore del servizio postale (1878).

Intorno al 1880, Sol e Seth decisero di ampliare i propri interessi commerciali e imprenditoriali e acquistarono dei terreni a nord di Deadwood per costruirvi un ranch, il S&B Ranch, che dedicarono all'allevamento dei cavalli e del bestiame, e alla coltivazione dell'erba medica (Medicago sativa). Dall'idea di Sol di introdurre sul mercato questa pianta foraggera, lui, Bullock e un altro socio, il banchiere e uomo d'affari ebreo Harris Franklin, fondarono la Deadwood Flouring Mill Company, e Star ne divenne il capo.

Sol era uno dei tanti ebrei presenti a Deadwood. Nonostante la città non avesse una Sinagoga ufficiale o un Rabbino, Star partecipava agli incontri tenuti dal giudice di pace Nathan Colman, eletto a gran voce dalla comunità giudea “lay rabbi”, ossia rabbino laico.

Nel 1884 Sol Star fu eletto sindaco di Deadwood e ricoprì la carica fino al 1893. Sotto la sua leadership la città fu integrata definitivamente nel sistema giudiziario statunitense e Sol fu nominato membro dell'Assemblea di Stato e presidente del primo congresso repubblicano del South Dakota con il compito di nominare i vari funzionari statali. Il suo successo era di tale enorme portata che nessun incontro pubblico era considerato completo senza la sua presenza e nessuna attività prendeva vita senza il suo benestare.

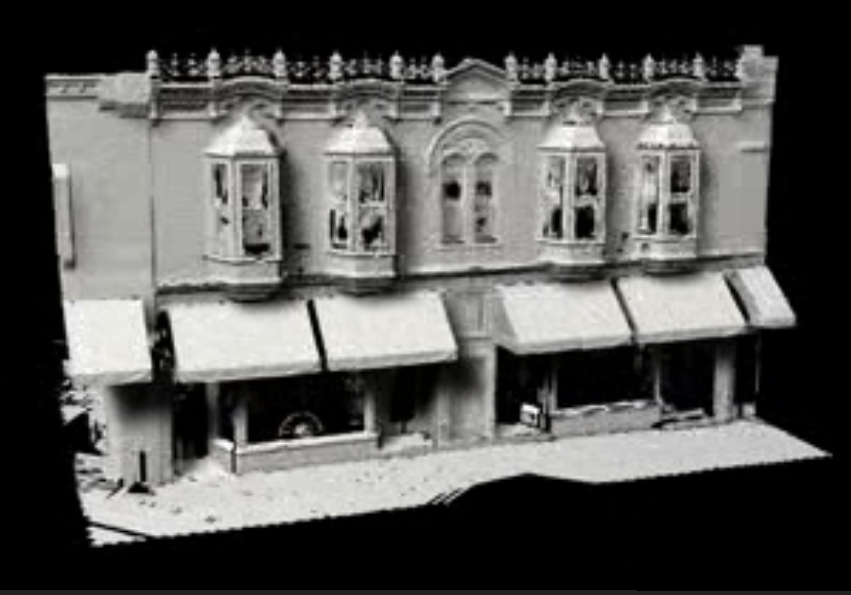
Ricostruzione 3D dell'edificio di Star e Bullock tra Wall e Main Street (1894)

Nel 1893 divenne senatore e dopo i due anni di mandato fu rieletto sindaco di Deadwood (1896). In quest'arco di tempo, Star fu introdotto nella Massoneria, divenne Cavaliere di Pizia, membro dell'Order of Red Men Improved e dell'Ancient Order of United Workmen.

Nel frattempo, a causa di un devastante incendio che nel 1894 distrusse completamente la ferramenta di Deadwood, Sol si fece carico delle spese di 40.000 dollari per la ricostruzione dell'intero edificio. Sopra al negozio di ferramenta, Star e Bullock decisero di aprire il più lussuoso hotel della città, tutt'oggi visitabile, composto da 64 camere e con 1 bagno per ogni piano.

Pochi anni dopo, nel 1899, fu eletto cancelliere del Tribunale di Lawrence County, posizione che ricoprì fino alla sua morte avvenuta nel 1917. 

Sol Star non si sposò mai. Il suo funerale, stando alle fonti, fu descritto talmente sontuoso che lo si sarebbe potuto ritenere degno di quello di un presidente. Il suo corpo fu trasportato a St. Louis, nel Missouri, e sepolto nel cimitero ebraico del Monte Sinai.

## Serie televisiva
Sol Star è interpretato da John Hawkes nella serie televisiva Deadwood.